# آرون جيمس (كرة سلة)
آرون جيمس (بالإنجليزية: Aaron James)‏ مواليد 5 أكتوبر 1952 في نيو أورلينز، هو مدرب كرة سلة أمريكي ولاعب سابق. بدأ مسيرته الاحترافية في سنة 1974. تم اختياره من قبل فريق يوتا جاز خلال الدرافت. حمل الرقم 23. يبلغ طوله 6 قدم 8 بوصة (2.0 م). اعتزل اللعب في 1980. أحرز خلال مسيرته في الإن بي إيه 3829 نقطة بمعدل 10.8 نقاط في المباراة الواحدة. لعب مع يوتا جاز ومنز سانا 1871 باسكت.

## روابط خارجية
- آرون جيمس على موقع إن بي أي (الإنجليزية)
- آرون جيمس على موقع سبورتس رفرنس (الإنجليزية)
- آرون جيمس على موقع ريلجم (الإنجليزية)
- آرون جيمس على موقع بروبوليرز (الإنجليزية)
- آرون جيمس على موقع كلية كرة السلة في سبورتس رفرنس.كوم (الإنجليزية)
- آرون جيمس على موقع قاعة لويزيانا للمشاهير الرياضية (الإنجليزية)